# Franz Laurenz Mauermann

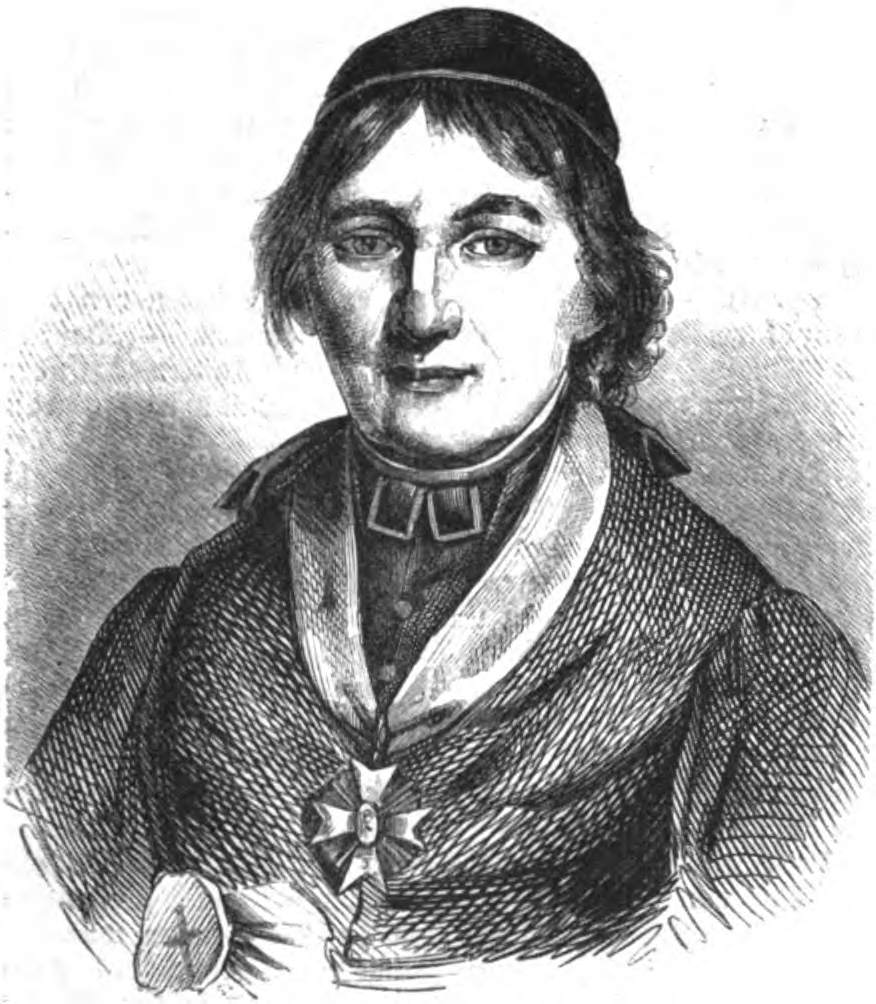
Franz Laurenz Mauermann

Franz Laurenz Mauermann (* 19. Januar 1780 in Neuzelle; † 25. Oktober 1845 in Dresden) war ein deutscher römisch-katholischer Bischof. Von 1841 bis zu seinem Tod war er Apostolischer Vikar in den Sächsischen Erblanden.

## Leben

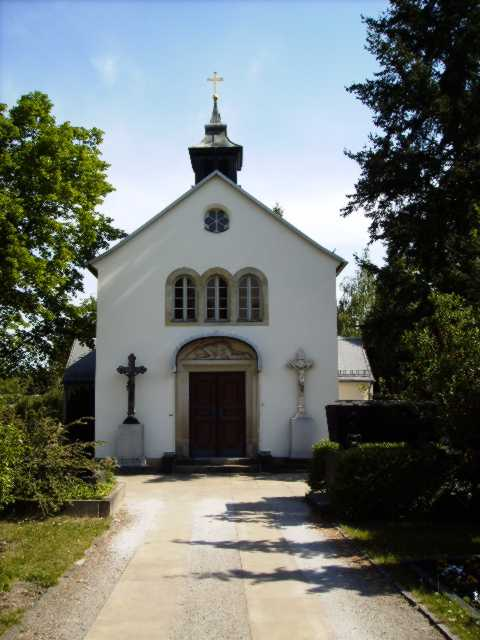
Die von Bischof Mauermann erbaute Kapelle auf dem Alten Katholischen Friedhof in Dresden

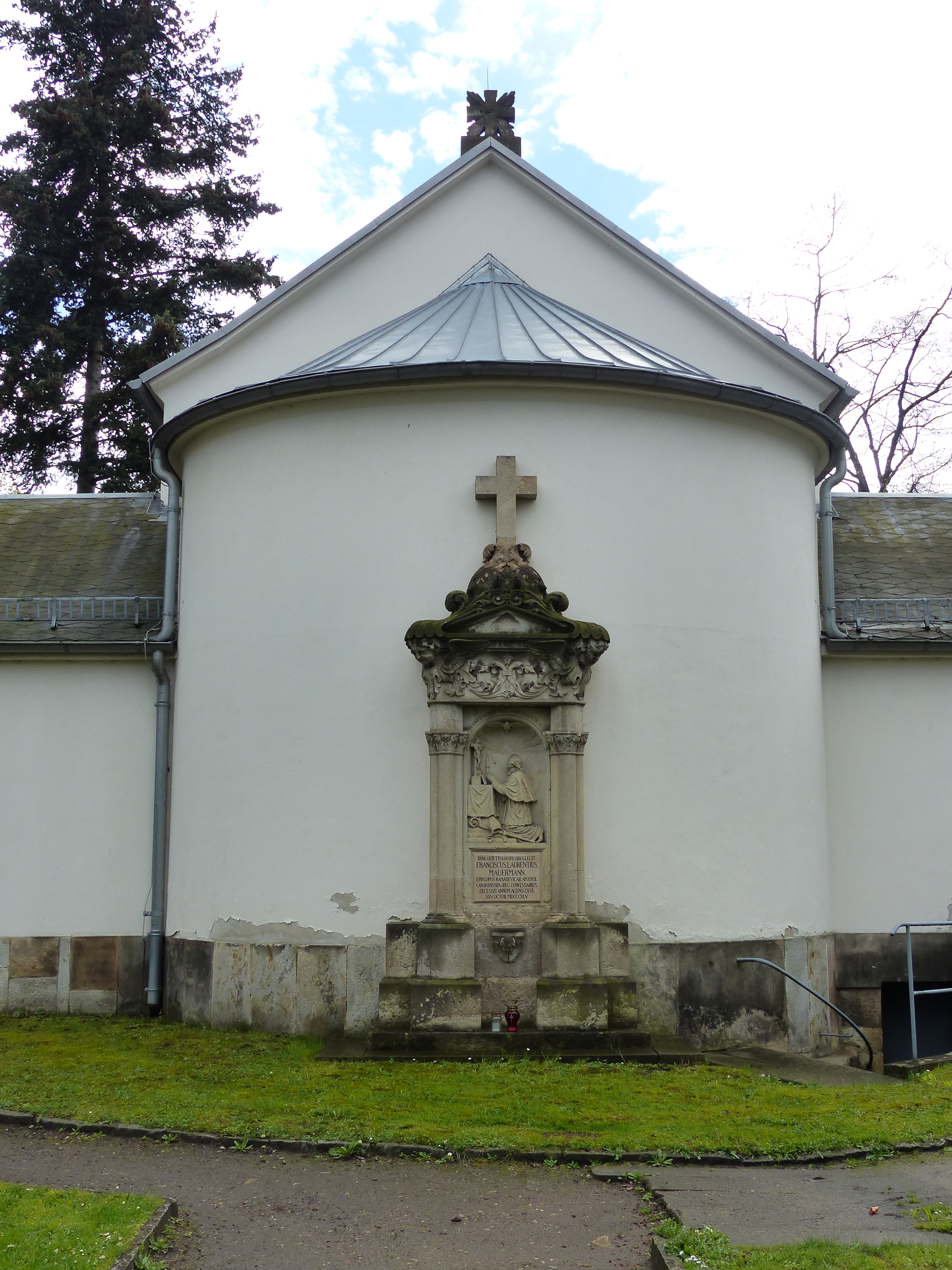
Grabstätte von Franz Laurenz Mauermann an der Rückseite der Friedhofskapelle

Mauermann besuchte die Lateinschule des Klosters Neuzelle und trat ebendort im Alter von 16 Jahren in den Zisterzienserorden ein. Er wurde 1804 zum Priester geweiht und war danach neun Jahre als Kaplan in der Pfarrseelsorge seines Heimatorts tätig. 1813 ging er als Hausgeistlicher in das Zisterzienserinnenkloster Marienstern, das unter der geistlichen Aufsicht von Neuzelle stand. Dort blieb er bis zur Auflösung seines Klosters durch die preußische Regierung im Jahr 1817. Nunmehr Weltpriester stellte sich Mauermann in den Dienst des Apostolischen Vikariats in den Sächsischen Erblanden (zuständig für Sachsen jedoch ohne Oberlausitz, Sachsen-Altenburg sowie Reuß älterer und jüngerer Linie). Zuerst war er Kaplan, später Pfarrer in Leipzig. Zum Hofkaplan ernannt, erhielt Mauermann auch ein Kanonikat am Bautzener Petridom und übernahm 1827 in Dresden den Vorsitz des neu gebildeten katholischen Konsistoriums.
Nach dem Tod seines jüngeren Bruders Ignaz Bernhard wurde Mauermann 1841 auf Wunsch des Königs Friedrich August II. von Papst Gregor XVI. zum neuen Apostolischen Vikar von Sachsen und ernannt und zum Titularbischof von Rama erhoben. Die Bischofsweihe erhielt er im März 1842 in der Dresdner Hofkirche durch den Leitmeritzer Bischof Augustin Hille. Während seiner kurzen Amtszeit ließ Mauermann die katholische Kirche in Annaberg bauen. Die nötigen Mittel dafür hatte sein Bruder der Kirche hinterlassen. Außerdem eröffnete er eine katholische Schule in Grimma und initiierte den Bau der Leipziger Trinitatiskirche, deren Fertigstellung er aber nicht mehr erlebte. In seinem Testament stiftete er einen Betrag für den Bau einer katholischen Kirche und Schule in Sachsen (die sogenannte Mauermannsche Stiftung). 1883 baute diese die Kirche und Schule in Radeberg.
Mauermann starb am 25. Oktober 1845 und wurde auf dem Alten Katholischen Friedhof in Dresden-Friedrichstadt beerdigt. Die dortige Kapelle hatte er selbst 1842 erbauen lassen. Sein Nachfolger wurde Joseph Dittrich.
Der Bischof galt als guter Prediger. Einige seiner Predigten hat er im Druck veröffentlichen lassen. Er verfasste außerdem kirchenrechtliche Abhandlungen und eine Geschichte des Klosters Neuzelle.

## Werke
- Das fürstliche Stift und Kloster des Ciftercienser-Ordens Neuzelle bei Guben in der Niederlausitz. Regensburg 1840. (Nachdruck ebenda 1993 ISBN 3-927841-03-X)
- Freimüthige Beleuchtung der Parität zwischen der protestantischen und der katholischen Kirche in Sachsen. 1830.
- Predigt bei der Dankfeier des erlebten Jubelfestes der 50 jährigen Regierung S. M. des Königs von Sachsen. 1818.
- Geistliche Reden gesprochen bei der am 20. Oct. 1844 vorgenommenen Einweihung der neuerbauten katholischen Kirche zu Annaberg. 1844.